# Voskevaz (Askeran)
Voskevaz (in armeno Ոսկեվազ?), anche nota come  Khanabad (in armeno Խանաբադ? in azero Xanabad) o Khnapat (in armeno Խնապատ?) è una comunità rurale del distretto di Xocalı in Azerbaigian, facente parte fino al 2023 della regione di Askeran nella repubblica di Artsakh (fino al 2017 denominata repubblica del Nagorno Karabakh).
Nel 2005 contava poco più di ottocento abitanti e sorge in zona pianeggiante prossima alla strada che collega Askeran ad Akna.
In  passato aveva anche assunto la denominazione di Djrvezh (in armeno Ջրվեր?).